# Anna Aronowna Suworowa

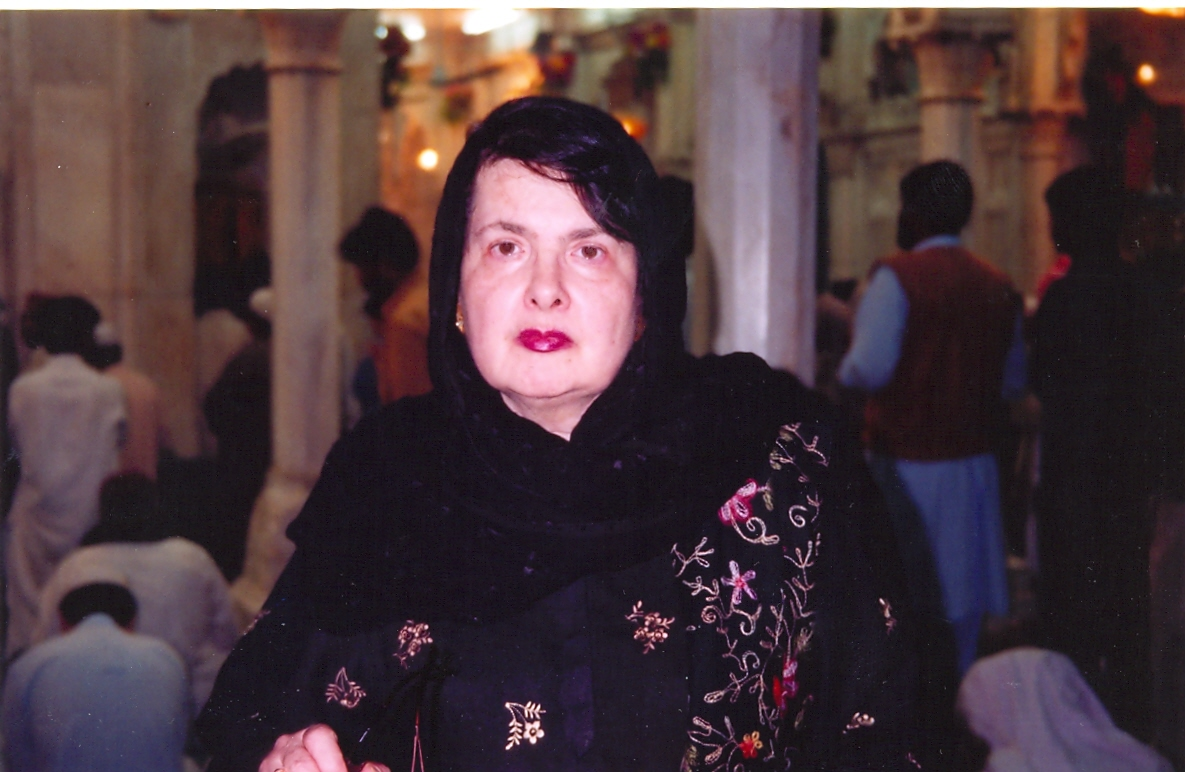
Anna Aronowna Suworowa (2009)

Anna Aronowna Suworowa, geboren Dechtjar, (russisch Анна Ароновна Суворова; * 11. Januar 1949 in Moskau; † 23. November 2023) war eine sowjetische bzw. russische Indologin.

## Leben
Nach dem Schulabschluss 1966 studierte Suworowa am Institut für Östliche Sprachen der Lomonossow-Universität Moskau in der Historisch-Philologischen Abteilung mit Abschluss 1971 als Spezialistin für Urdu und Literatur Indiens und Pakistans. Es folgte die Aspirantur in der Literatur-Abteilung.
Darauf wurde Suworowa wissenschaftliche Mitarbeiterin des Instituts für Orientstudien der Akademie der Wissenschaften der UdSSR (seit 1991 Russische Akademie der Wissenschaften). Dort verteidigte sie  1976 ihre Dissertation über Probleme der Poetik der Urdu-Dastans (Epen) mit Erfolg für die Promotion zur Kandidatin der philologischen Wissenschaften.
Suworowas Forschungsschwerpunkte waren die klassische Urdu-Literatur, Theater und bildende Kunst Indiens und Pakistans, die muslimische Kultur Südasiens und der Sufismus. Sie verteidigte 1988 ihre Doktor-Dissertation über die Entstehung und Entwicklung der Urdu-Dramaturgie mit Erfolg für die Promotion zur Doktorin der philologischen Wissenschaften. Sie übersetzte klassische und moderne Literatur Indiens und Pakistans ins Russische. Sie war Gastwissenschaftlerin/Gastprofessorin der Universität Lucknow, der Jawaharlal Nehru University in Delhi und der School of Oriental Studies und des National College of Arts in Lahore.
Suworowa war Beraterin des pakistanischen Zentrums für Genderkulturprobleme und Mitglied der Royal Asiatic Society, der British Association for South Asian Studies, des Künstler-Verbands der Russischen Föderation und des Expertenrats für Philologie und Kunstwissenschaft der Russischen Stiftung für Geistes- und Sozialwissenschaften.
Suworowa starb am 23. November 2023 nach schwerer Krankheit.

## Ehrungen, Preise
- Medaille „Veteran der Arbeit“
- Sitara-i-Imtiaz Pakistans